# Hassi Gara
Hassi Gara es un municipio (baladiyah) de la provincia o valiato de El Menia en Argelia. En abril de 2008 tenía una población censada de 17 801 habitantes.
Se encuentra ubicado en el centro del país, entre la cordillera del Atlas y el desierto del Sahara.